# Fernand Monsacré
Fernand Monsacré, né le 20 novembre 1890 à Badecon-le-Pin (Indre) et mort le 9 mars 1944 à Buchenwald en déportation, est un notaire et homme politique français.

## Biographie
Notaire dans l'Aube, il est un temps président de la chambre départementale des notaires.
Conseiller général du canton d'Ervy-le-Châtel en 1928, il est élu sénateur en 1938. En 1940, il vote les pleins pouvoirs au maréchal Pétain, mais entre rapidement dans la Résistance au sein du mouvement Ceux de la Libération (CDLL). Arrêté sur dénonciation le 11 juin 1943, il est déporté et meurt le 9 mars 1944.